# Азаров, Сергей Николаевич (Георгиевский кавалер)
Серге́й Никола́евич Аза́ров (1868—?) — русский военный  деятель, полковник  (1910). Участник Русско-японской войны.

## Биография
В 1879 году  после окончания Пермского реального училища вступил в службу. В 1884 году после окончания Казанского военного училища произведён подпоручики и выпущен в Прагский 58-й пехотный полк. В 1888 году произведён в поручики, в 1900 году в штабс-капитаны.
С 1901 года участник  Китайского похода, капитан, ротный командир. За храбрость в этой компании был награждён орденом Святой Анны 3-й степени с мечами и бантом.

С 1904 года участник Русско-японской войны, был ранен. 28 июля 1907 года за храбрость награждён Орденом Святого Георгия 4-й степени: 
За отличие и храбрость проявленные против японской неприятельской армии
В 1907 году произведён в подполковники, в 1910 году в полковники, штаб-офицер Прагского 58-го пехотного полка. С 1914 года участник Первой мировой войны. С 1916 года командир 35-го запасного пехотного полка.

## Награды
- Орден Святой Анны 3-й степени  с мечами и бантом (1902)
- Орден Святого Владимира 4-й степени с мечами и бантом (1904)
- Орден Святого Станислава 2-й степени с мечами  (1907)
- Орден Святого Георгия 4-й степени (ВП 28.07.1907)
- Орден Святой Анны 2-й степени  (1911)
- Орден Святого Владимира 3-й степени  (1916)